# 斬首作戦
斬首作戦（ざんしゅさくせん、英: decapitation strike）とは、国家の軍隊などによって行われ、敵対する国や組織の重要人物のみを狙って排除する作戦である。

## 概要

### 海軍甲事件
1943年4月18日に日本軍の暗号を解読していたアメリカ軍は大日本帝国海軍連合艦隊司令長官山本五十六が搭乗した一式陸上攻撃機を偶然を装い撃墜している。

### 朝鮮半島
韓国が北朝鮮に対して行うとされている。北朝鮮が核攻撃を行う兆候を察知すれば、韓国軍は直ちに北朝鮮に侵入して金正恩と後継者になるであろう正恩の子を含む「ロイヤルファミリー」、朝鮮労働党幹部・朝鮮人民軍指導部らを排除するとしている。
韓国軍は2017年12月1日に斬首作戦を行う部隊を創設。在韓米軍も特殊部隊が斬首作戦を行うことを想定した訓練を行っている。このことに対して金正恩は警護部隊を増やしたり避難路を拡充するなどをしている。

#### ロシア軍
2022年2月24日に米国防総省高官はロシアは斬首作戦を進めているとの見方を示す。2022年ロシアのウクライナ侵攻では、ロシアはキーウに近いアントノウ空港を占拠して、ヴォロディミル・ゼレンスキー大統領を暗殺して親ロシア派の傀儡政権を樹立するという斬首作戦を計画していた。だがウクライナ軍が善戦してアントノウ空港の滑走路を破壊し、ロシア軍の軍用機が着陸できないようにして斬首作戦を頓挫させた。

### イラン＝イスラエル紛争
2025年6月13日にイスラエル軍は戦闘機約二百機を使用し、イランの核関連施設と軍事施設を約百箇所を爆撃した。それと同時にイランのイスラム革命防衛隊(IRGC)の参謀総長モハメド・バゲリ、同じく司令官ホセイン・サラミを含むIRGCの司令中枢の高級幹部4人を殺害し、イラン核兵器開発を強く推進する核物理学者と政治家を含む5人も殺害した。イスラエル軍はこの一連の軍事、核関連施設に対する爆撃作戦、斬首作戦をライジング・ライオン作戦と呼称している。

### 台湾有事
2022年に米国の中国軍事専門家は中華人民共和国は台湾（中華民国）に斬首作戦を行う可能性があることを示す。中華人民共和国は頻繁に軍用機や艦艇を台湾周辺に派遣しているため中台間の緊張が高まり、指導者を暗殺する斬首作戦を行う懸念が高まっている。このため台湾は2023年10月に憲兵隊を5,600人から11,000にまで増員した。